# Virginie Roels
[[
]]
Pour les articles homonymes, voir Roels.

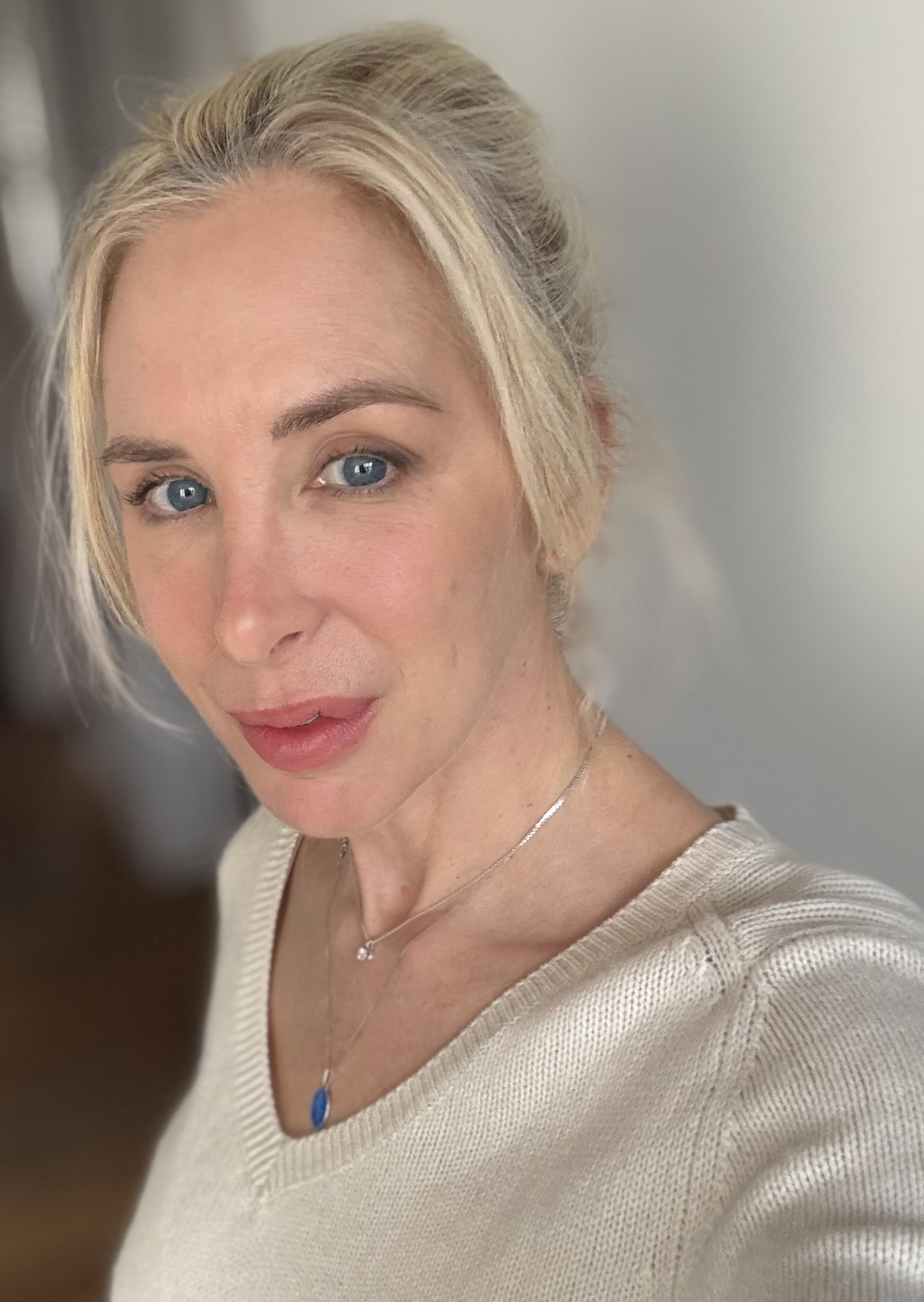
virginie roels

Virginie Roels (née en 1974) est une écrivaine et journaliste française.

## Biographie

### Carrière
Virginie Roels devient journaliste d’investigation pour Marianne, Les Inrocks et Le Canard enchaîné, auteure et réalisatrice pour Envoyé spécial et Zone interdite, et directrice de la publication du magazine Causette,,. 
Elle se spécialise ensuite dans des documentaires d'enquête et d'investigation long format. Parmi ses films : 
Envoyé Spécial : « La contre-enquête de Villiers-le-bel », 36’, 30 mai 2013.-  « Enfants de l’injustice ». Infrarouge : « Travailler à en mourir », 90', mars 2008.-26, juin 2006.Zone interdite :« Dopage au quotidien », 90', février 2012.« Tempête Xynthia , une nuit de cauchemar, an de combat », 90’, Février 2011.Le Supplément : « Serge Dassault et les caïds », 7’,  février 2013.Faites passer l’info : « Lobby, politiques et pesticides », 26’, octobre 2007.Lundi Investigation : « Abus de Pouvoir », 52’, octobre 2005 : Sélection FIGRA 2006. « Rive droite Rive gauche » : 53 reportages et enquêtes sur la culture, 3’30, saison 2002/2003.
En 2017, elle publie son premier roman, La Plume, un polar qui se déroule dans les coulisses du pouvoir politique. 
En 2020, elle publie un récit, " Les écrits restent alors je resterai", chez Stock. Un récit adressé à sa fille. Les mots d'une mère à son enfant. 
En 2019, elle devient rédactrice en chef de La Chronique, le magazine d'Amnesty International,.
En 2024, elle publie son troisième roman, Une Femme de mauvaise vie. Elle y raconte l'histoire vraie de Maria Tarnowska, une aristocrate russe descendante de Marie Stuart à la fin du XIXe siècle, à Saint-Pétersbourg. Celle-ci sera accusée d’avoir assassiné l’un de ses amants,. 